# Curt Hansen
Curt Hansen (* 18. September 1964 in Tønder) ist ein dänischer Schachspieler.
1981 wurde er in Groningen Junioreneuropameister U20, ein Jahr später erhielt er den Titel eines Internationalen Meisters. Im Jahre 1984 wurde er Juniorenweltmeister U20. Seit 1985 ist er Internationaler Großmeister der FIDE. Der sechsmalige dänische (1983–85, 1994, 1998 und 2000) und zweimalige nordische (1983 und 1995) Meister spielte bei fünf Schacholympiaden am Spitzenbrett für Dänemark (1984, 1988, 1990, 1996 und 2000) und erzielte dabei 38,5 Punkte aus 62 Partien. An der Mannschaftseuropameisterschaft nahm Hansen 1983 in Plowdiw teil. Zweimal konnte er das Sigeman & Co Chess Tournament in Malmö gewinnen: Ferdinand Hellers (geteilt mit Ferdinand Hellers) und 2004 (geteilt mit Peter Heine Nielsen).
In Deutschland spielte er in der deutschen Schachbundesliga von 1996 bis 2007 für die SG Porz, mit der er 1998, 1999, 2000 und 2004 deutscher Mannschaftsmeister wurde. In der dänischen Skakligaen spielte er in der Saison 2015/16 für den Charlottenlunder Verein Philidor und wurde mit diesem Meister.
Hansen ist auch im Fernschach aktiv. Hier trägt er den Titel Fernschach-Großmeister, den er durch seine Performance im Korning Memorial verliehen bekam und war zweimaliger dänischer Meister mit der Mannschaft Tønder.
Seit 1986 schreibt er eine tägliche Kolumne in der Jyllands-Posten. Von 1986 bis 2000 hatte er eine Sonntagkolumne in der süddänischen Zeitung JydskeVestkysten. Er gilt als Spezialist für die Skandinavische Verteidigung, über die er 2002 auch ein Standardwerk in Form einer CD (ISBN 3-935602-43-X) veröffentlicht hat.
Seine höchste Platzierung in der Weltrangliste war der 18. Platz im Juli 1992 mit seiner bisher höchsten Elo-Zahl von 2635.